# Konstantin Woskobojnik
Konstantin Pawłowicz Woskobojnik, ros. Константин Павлович Воскобойник (ur. 1895 w wiosce Smiła w guberni kijowskiej, zm. 8 stycznia 1942 w miejscowości Łokoć) – Ukrainiec, radziecki inżynier, organizator i pierwszy przywódca kolaboracyjnej tzw. Republiki Łokockiej na okupowanych obszarach ZSRR podczas II wojny światowej.

## Życiorys
W 1915 roku zaczął studia na wydziale prawa uniwersytetu w Moskwie. Wiosną 1916 wstąpił ochotniczo do armii rosyjskiej. Ukończył szkołę młodszych oficerów. Brał udział w I wojnie światowej na froncie w Galicji w szeregach 449 charkowskiego pułku piechoty. W 1918 lub 1919 roku wstąpił do armii bolszewickiej. Walczył z białymi. Dowodził plutonem kawalerii. W 1920 roku został zdemobilizowany z powodu zranienia w walkach. Od 1920 był sekretarzem wojskowego komisariatu w Chwałyńsku.
Wiosną 1921 roku uczestniczył w antybolszewickim powstaniu chłopskim w regionie saratowskim w oddziale powstańczym Wakulina-Popowa. Po rozgromieniu powstańców ukrywał się pod fałszywym nazwiskiem Iwana Jakowlewicza Łoszakowa.
Ukończył studia na wydziale elektromechanicznym Instytutu im. G. W. Plechanowa w Moskwie, po czym pracował we wszechzwiązkowym urzędzie miar i wag. W 1931 roku został aresztowany przez OGPU i zesłany na 3 lata do obwodu nowosybirskiego. Po zakończeniu kary powrócił w 1934 w rodzinne strony i podjął pracę inżynierską w Krzywym Rogu, potem w Orsku. Od 1938 był nauczycielem fizyki w technikum leśnym rejonu brasowskiego w Łokociu.
Po zajęciu rejonu brasowskiego przez wojska niemieckie na początku października 1941 roku, zorganizował i stanął na czele tzw. Republiki Łokockiej, która była kolaboracyjnym organizmem administracyjnym. Jego zastępcą był Bronisław W. Kaminski. Został mianowany przez Niemców starostą łokockim. Został też dowódcą oddziału ochotniczej milicji w Łokociu. 16 października jego władza w Republice Łokockiej została zatwierdzona przez niemieckie władze wojskowe.
25 listopada 1941 ogłosił powstanie kolaboracyjnej partii politycznej pod nazwą Narodowo-Socjalistyczna Partia Rosji, wzorowanej na nazistowskiej NSDAP. W różnych miejscowościach Republiki Łokockiej sformował oddziały samoobrony, zwalczające sowiecką partyzantkę i ochraniające miejscową ludność. 8 stycznia 1942 został śmiertelnie ranny podczas napadu na Łokoć sowieckiego oddziału partyzanckiego dowodzonego przez Aleksandra Saburowa.